# Muhammad ibn Ali Rawandi
Muhammad ibn Ali Rawandi fou un historiador persa del període seljúcida (segles xii i xiii) originari del poble de Rawand prop de Kashan. Va escriure una història dels grans seljúcides anomenada Rabad al-sudur wa-ayat al-surur que abraça el govern dels sultans fins a Toghrul III. Va servir als sultans seljúcides de Pèrsia i després del 1194, per no servir als khwarzimxàs, va marxar al Soldanat de Rum.